# Кебало, Вадим Зеновьевич
Вадим Зеновьевич Кебало (укр. Вадим Зеновієвич Кебало; род. 20 апреля 1967, Севастополь) — украинский ватерполист, полевой игрок, российский тренер. Участник летних Олимпийских игр 1996 года.

## Биография
Вадим Кебало родился 20 апреля 1967 года в Севастополе.
В 1995 году окончил Симферопольский государственной университет по специальности «преподаватель физического воспитания».
В 1996 году вошёл в состав сборной Украины по водному поло на летних Олимпийских играх в Атланте, занявшей 12-е место. Играл в поле, провёл 8 матчей, забил 1 мяч в ворота сборной Румынии.
Мастер спорта Украины международного класса.
По окончании игровой карьеры стал тренером. Был инициатором включения крымских команд в состав участников любительского чемпионата России по водному поло. Возглавляет сборную Севастополя, выступающую в чемпионате Национальной ватерпольной ассоциации. Кроме того, занимается с юными ватерполистами в СШОР № 1 Севастополя.